# Bátorffy Ferenc kocsigyára (Miskolc)
Bátorffy Ferenc kocsigyára egykor fogalomnak számított Miskolcon. A Zsolcai kapu és a Hatvanötösök útja sarkán állt (egykori Zsolcai kapu 11.).

## Története
A kocsigyártás még a 20. század elején is elismert mesterség volt Miskolcon. A célszerűen kialakított jó járműre szüksége volt a gazdálkodóknak, a kereskedőknek, vagy éppen a személyszállítással foglalkozóknak, a hintókészítő elnevezés pedig már a művészetté vált szakértelemre utalt. A kerék- és kocsigyártók a korai idők óta a kovácsokkal alkottak közös céhet, erre Miskolc város jegyzőkönyvében a 17. századból vannak feljegyzések. A céhrendszer később többször is átszerveződött, de 1873-ban (54 évi különállás után) a kovácsok és a kerék-kocsigyártók ismét közös ipartestületet hoztak létre. A testület 1880-as években 10, az 1910-es években 20 mestert foglalkoztatott. Ennek a mesterségnek volt elismert képviselője Bátorffy Ferenc. A mesternek – sajtóreklámból tudjuk – korábban a Szeles utcán volt a műhelye, és 1890-ben költöztette át azt a Zsolcai kapuba. Reklámja így szólt: „Van szerencsém a nagyérdemű közönség szíves tudomására, hozni hogy az eddig a Szeles-utcza 13. sz. házban levő kovács és kocsi gyártó műhelyemet a Zsolczai-kapu 16-ik számú házban, a volt Koloiinits Lajos-féle kocsigyáros helyiségeibe helyeztem át. Műhelyeimet újból felszereltem ugy, hogy a nagyérdemű közönség igényeit ma már teljesen kielégíthetem”. A műhelyben nemcsak előállított különböző kialakítású kocsikat, hanem berendezkedett a javításra is, ezen kívül pedig készletet tartott fenn különböző járművekből. Műhelyét 1925-ben zárta be – részben a kora, részben a kereslet csökkenése miatt –, és egykori kocsigyárából hét darab két szoba-konyhás lakást alakított ki.
Bátorffy Ferenc 1929 karácsonyán halt meg. Ismertségére és elismertségére utal, hogy a Reggeli Hírlapban is méltatás jelent meg róla: „… fekete zászlót tűztek ki a városháza ormára, hiszen évtizedeken keresztül aktív részt vállalt Miskolc város törvényhatóságának munkájában. …Műhelye már évek hosszú sora óta Miskolc egyik legismertebb üzemévé nőtte ki magát … gyártmányai a legjobb márkával bírtak a piacon. Sokáig elnöke volt az Iparoskörnek, amelynek termében megfestett arcképe emlékezteti a mai generációt munkásságára és alkotásaira”. 

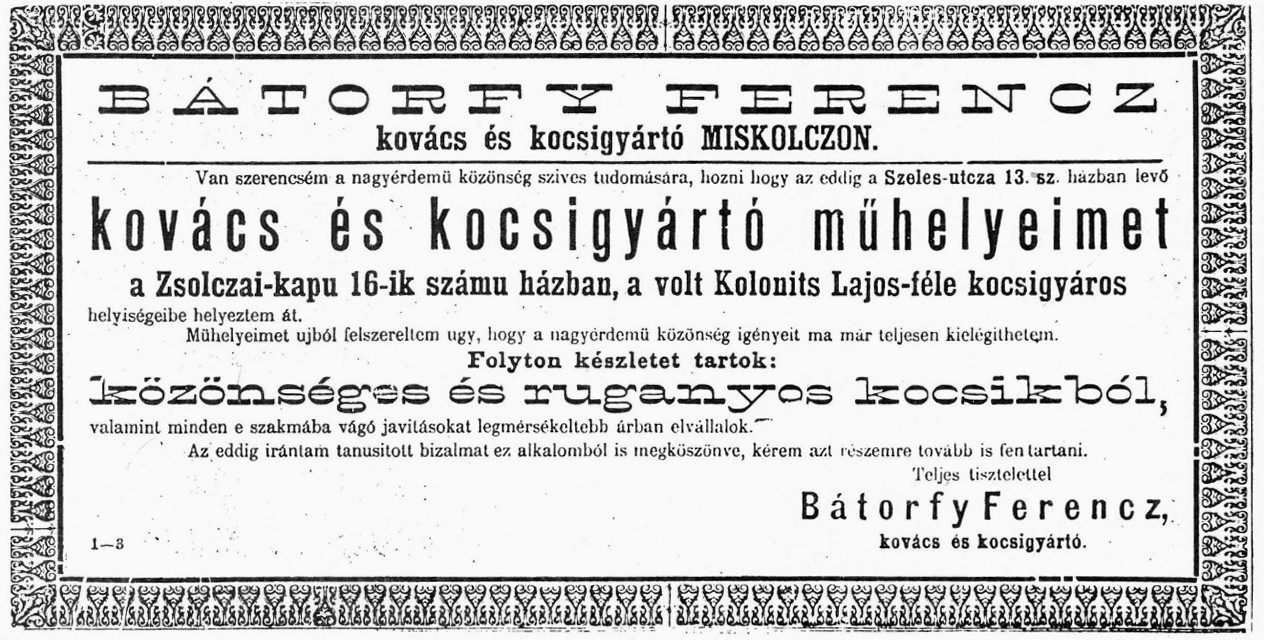
Reklámja a Reggeli Hírlapban (1890)
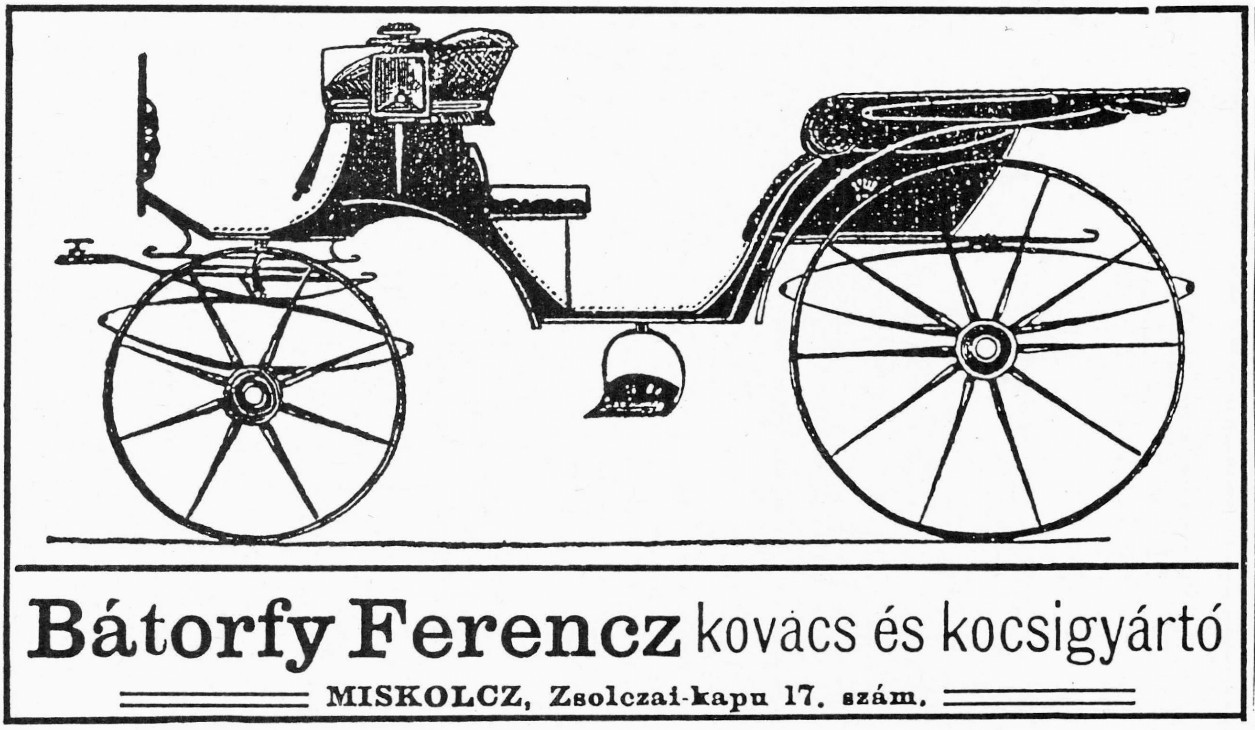
Termékreklám (1920)